# Acrochordidae
Acrochordidae é uma família de répteis escamados da subordem Serpentes. O grupo tem apenas um género, Acrochordus, e é composto por três espécies de cobras aquáticas. A família ocorre na região da Australásia.

## Espécies
Acrochordus granulatus 

Acrochordus arafurae 

Acrochordus javanicus